# Stazione di Roma Aurelia
La stazione di Roma Aurelia è una stazione ferroviaria di Roma, ubicata lungo la ferrovia Tirrenica.

## Storia
La costruzione ha avuto inizio negli anni trenta, in forme diverse e in posizione diversa dall'attuale. È stata oggetto di una ristrutturazione dal 1985, e si nota ancora la vecchia struttura posta a pochi metri più a nord dell'attuale.

## Strutture e impianti
La stazione dispone di un fabbricato viaggiatori "chiuso al servizio viaggiatori" che ospita le banchine e i servizi igienici. È dotata di 4 binari passanti utilizzati per il servizio viaggiatori.

## Movimento
Presso la stazione effettuano fermata i treni regionali della relazione FL5 svolti da Trenitalia nell'ambito del contratto di servizio stipulato con la Regione Lazio.

## Servizi
La stazione dispone di:
- Servizi igienici

## Interscambi
- Fermata autobus ATAC